# Zum Beispiel Otto Spalt
Zum Beispiel Otto Spalt ist ein deutscher Spielfilm aus dem Jahre 1988. Der Titel der englischsprachigen Version in den Vereinigten Staaten lautet The Case of Mr. Spalt.

## Handlung
Zwischen 1978 und 1987 drehte der Filmemacher René Perraudin fünf ebenso experimentierfreudige wie komödiantische Kurzfilme, jeweils mit Otto Sander in der Hauptrolle. Von Anfang an stand fest, dass am Ende diese fünf Episoden zu einem Kinofilm zusammengefasst werden sollten.
Herausgekommen ist die Film-im-Film-Satire „z.B. Otto Spalt“, in der ein Regisseur namens Otto Spalt versucht, sein nächstes Projekt zu finanzieren. Hierzu muss er einem ebenso bürokratischen wie filmunkundigen Gremium seine bisherigen Arbeiten vorführen:
- „Phantom“:

Ein Mammut-Werk mit 5.000 Mitwirkenden, in der Otto Sanders Porträt mit all den anderen zu einem einzigen Durchschnittsgesicht verschmilzt.
- „Rückwärts“:

ein ganz mit rückwärts laufender Kamera gedrehtes Werk. Otto Sander spielte ihn rückwärts ein, so dass er im normal – also vorwärts – abgespielten Film als Protagonist Otto Trebert das einzige vorwärts agierende und sprechende Objekt ist und um ihn herum alles rückwärts läuft und spricht.
- „Bulette Pauli“:

ein blutrünstiger Horrorfilm, in dem Otto mit einem Fleischklops um sein Leben kämpft; der Film  wurde in einer einzigen Einstellung gedreht.
- „Der Mord mit der Schere“:

ein Kriminalfilm, in dem der als Mörder überführte Schnittmeister versucht, seine Tat durch ständiges Umschneiden seines eigenen Films zu vertuschen.
- „Close Up“:

ein Science-Fiction-Agentenfilm um Mikro- und Kartoffelchips mit dem Erfinder Professor Spalt in der Mangel zwischen CIA und KGB.
Die Vorführung der fünf Filme vor dem düpierten Gremium schaukelt sich zu einem einzigen Desaster hoch. Dennoch kommt es für Otto Spalt am Ende ganz anders als erwartet.

## Auszeichnungen
- Publikumspreis des Max-Ophüls-Preises
- Prädikat: Besonders wertvoll

## Veröffentlichung
Seine Premiere hatte der Film am 13. Februar 1988 im Rahmen der Internationalen Filmfestspiele Berlin. Am 31. März 1990 wurde der Film erstmals im N3-Fernsehen (jetzt NDR Fernsehen) ausgestrahlt sowie weitere Male im öffentlichen und privaten TV, u. a. zwei Mal auf VOX (1996 und 2006 in der Reihe „Midnight Movie“), am 12. September 2013 anlässlich des Todes von Otto Sander im RBB Fernsehen sowie am 30. Juni 2016 anlässlich seines 75. Geburtstages.
2017 wurde das 35-mm-Negativ auf Empfehlung der Deutschen Kinemathek zur Sicherung des deutschen Filmerbes mit Mitteln der FFA digitalisiert und restauriert. Der Film ist nun als DCP und in diversen HD-Formaten verfügbar.